# Openbaar Ministerie (Nederland)
Het Openbaar Ministerie (OM) of parket is belast met de juridische aspecten van strafrechtelijke onderzoeken en het strafrechtelijk vervolgen van verdachten. Anders dan de naam kan doen vermoeden, is het Openbaar Ministerie geen ministerie van de regering maar van de 'openbaarheid'. Gelet op de Wet op de rechterlijke organisatie is het Openbaar Ministerie een onderdeel van de rechterlijke macht. Wel heeft de minister van Justitie en Veiligheid, als getrapte vertegenwoordiger van het volk, de bevoegdheid om bindende aanwijzingen te geven aan het Openbaar Ministerie, wat maakt dat het Openbaar Ministerie – anders dan de rechter – ook gezien kan worden als onderdeel van de uitvoerende macht.
Het werkterrein van het Openbaar Ministerie betreft voornamelijk het strafrecht. Wanneer iemand verdacht wordt van een strafbaar feit bepaalt het Openbaar Ministerie aan de hand van bewijsmateriaal of vervolging opportuun is.
Als mensen en bedrijven onderling met elkaar in conflict raken, kunnen zij hun geschil voorleggen aan de civiele rechter, bijvoorbeeld bij echtscheidingen, burenruzies, arbeidsgeschillen of huurconflicten. Als burgers het niet eens zijn met overheidshandelen waardoor ze in hun belangen zijn getroffen, kunnen ze klagen bij het betreffende bestuursorgaan en daarna bij de bestuursrechter, bijvoorbeeld bij een belastingaanslag, vergunningsweigering of toekenning van een uitkering.

## Geschiedenis
In het 18e-eeuwse Frankrijk lieten de Franse koningen zich vaak bijstaan door de procureur des Konings (ook wel Gens du Roi genoemd, oftewel heren des konings, vergelijkbaar met officieren van justitie) van het Ministère Public, om zo gehoorzaamheid van de bevolking af te kunnen dwingen. Tijdens de Franse Revolutie gingen er stemmen op om het Openbaar Ministerie op te heffen als onderdeel van het ancien régime, maar dat plan werd tegengehouden in het Franse parlement en het Ministère Public werd hervormd. Er kwam uiteindelijk onder Napoleon Bonaparte één Wetboek van Strafrecht (Code Pénal) en één Wetboek van Strafprocesrecht en de wortels werden gelegd voor een functioneren van het OM zoals Frankrijk en Nederland dat nu kennen.
In de periode van 1795 tot 1810 werd in een voorloper van Nederland, de Bataafse Republiek, de basis gelegd voor vernieuwing van de maatschappij: er werd gekozen voor een gecentraliseerde eenheidsstaat. De jurist Rutger Jan Schimmelpenninck werd de belangrijkste staatsman in de republiek, hij ontwierp in 1805 in opdracht van Napoleon en in overleg met zijn ambtenaren een nieuwe staatsinrichting. In 1806 werd de republikeinse traditie verlaten: Nederland werd weer een koninkrijk met Lodewijk Napoleon als koning en in 1810 werd het Koninkrijk Holland bij het Franse keizerrijk ingelijfd. Het Franse bestuursmodel, de wetgeving en de rechterlijke organisatie werden in het grondgebied van het hedendaagse Nederland ingevoerd, er waren onafhankelijke rechters en een zelfstandig orgaan dat het belang van de keizerlijke overheid behartigt, Le Ministère Public.
Toen Nederland na de val van Napoleons keizerrijk in 1813 de onafhankelijkheid herwon, werd besloten het Franse strafrecht en het Openbaar Ministerie te handhaven, met enige wijzigingen. Eenvormig strafrecht en handhaving door het OM voorkomt een excessieve eigenrichting van het publiek. Het Openbaar Ministerie kreeg meer armslag, het seponeren van zaken werd weer mogelijk, terwijl later in de eeuw ook de transactie terugkeerde. Straffen in het openbaar en lijfstraffen werden in de praktijk vervangen door eenzame opsluiting in een cellulaire gevangenis.

## Taak
De taak van het Openbaar Ministerie ligt wettelijk vast. In de Wet op de rechterlijke organisatie staat die taak aldus omschreven:
Het openbaar ministerie is belast met de strafrechtelijke handhaving van de rechtsorde en met andere bij wet vastgestelde taken.
Een voorbeeld van zo'n bijkomende taak van het Openbaar Ministerie is het toezicht op mensen die gedwongen worden opgenomen in een psychiatrische inrichting (de Wet verplichte ggz).
Het OM is de enige instantie die strafzaken bij de rechter mag aanbrengen.
De hoofdtaak van het Openbaar Ministerie is te verdelen in drie kleinere:
- de opsporing van strafbare feiten,
- de vervolging van strafbare feiten,
- toezicht op de uitvoering van strafvonnissen.

### Opsporing
Als blijkt of vermoed wordt dat ergens een strafbaar feit is gepleegd, is het opsporingswerk een taak van de politie. De politie zoekt naar sporen, hoort getuigen en slachtoffers, houdt verdachten aan en legt alle gegevens schriftelijk vast in een proces-verbaal. De eindverantwoordelijkheid voor de opsporing ligt bij het Openbaar Ministerie. Vertegenwoordigers van het Openbaar Ministerie, de officieren van justitie, hebben daarom ook het gezag over de onderzoeken van de politie. Vooral als het om zware misdrijven gaat, geeft de officier van justitie direct leiding aan het onderzoek. Daarbij houdt deze in de gaten dat de opsporing zorgvuldig en eerlijk verloopt. Dat wil zeggen: volgens de regels die in de wet zijn vastgelegd.
Niet alleen het werk van de politie valt onder verantwoordelijkheid van het Openbaar Ministerie. Het Openbaar Ministerie is ook verantwoordelijk voor de opsporing door de gemeentelijke sociale recherches en de bijzondere opsporingsdiensten als de Fiscale inlichtingen- en opsporingsdienst–Economische controledienst (FIOD-ECD) en de Algemene Inspectiedienst (AID).
Om het opsporingswerk goed te kunnen doen, kan de officier van justitie de politie opdracht geven bepaalde dwangmiddelen te gebruiken, bijvoorbeeld het in beslag laten nemen van gestolen voorwerpen of het aanhouden van een verdachte die niet op heterdaad is betrapt. Het Openbaar Ministerie is niet vrij om tijdens de opsporing te doen en laten wat het wil. Als het Openbaar Ministerie zware dwangmiddelen wil gebruiken, bijvoorbeeld huiszoeking of het afluisteren van de telefoon, moet het eerst toestemming vragen aan de rechter-commissaris.

### Sepot
Soms besluit de officier van justitie tot een sepot, niet vervolgen. Bijvoorbeeld een 'technisch sepot' als de politie onvoldoende bewijs heeft verzameld. Daarnaast is er het zogenaamde 'beleidssepot' op basis van het opportuniteitsbeginsel. In zo'n geval is er wel voldoende bewijs, maar er is bijvoorbeeld sprake van een klein vergrijp waarbij de dader de schade aan het slachtoffer heeft vergoed. Rechtstreeks belanghebbenden kunnen tegen een sepot een klacht indienen bij het gerechtshof, een artikel 12-procedure. Als het hof de klacht gegrond verklaart, moet het Openbaar Ministerie alsnog tot vervolging overgaan.

### Transactie
De officier van justitie kan ook besluiten tot een transactie. In zo'n geval betaalt de verdachte een bepaald bedrag aan het Openbaar Ministerie (bijvoorbeeld bij een ontnemingstransactie, ook wel "plukken" genoemd), aan het slachtoffer of voert hij een taakstraf uit. Uit artikel 74 lid 1 laatste zin Sr blijkt dat door deze transactie het recht tot strafvordering vervalt. Het Openbaar Ministerie besluit soms tot een transactie als het gaat om  overtredingen of veel voorkomende misdrijven. Het geld gaat naar de staatskas of soms – bij een transactieschadevergoeding – naar het slachtoffer.
Als een verdachte is aangehouden voor zo'n zaak en nog op het politiebureau zit, kan meteen de hoogte van het transactiebedrag worden bepaald. Dit wordt ook wel "aanhouden en uitreiken", of "lik op stuk" genoemd. Bij een dergelijk lik-op-stukbeleid krijgt een verdachte direct een dagvaarding en een acceptgiro met het transactiebedrag mee naar huis. Als de verdachte deze acceptgiro niet betaalt, moet deze alsnog voor de rechter verschijnen. De keuze van het wel- of niet betalen van het transactiebedrag is aan de verdachte: hij is niet verplicht deze te betalen.

### Vervolging
Vervolging vindt in lichtere gevallen vaak plaats door een strafbeschikking.
Als bij vervolging een strafbeschikking niet aan de orde is volgt de gang naar de strafrechter. Soms begint vervolging op last van de rechter al voor iemand in de rechtszaal verschijnt. De rechter kan op verzoek van het Openbaar Ministerie bijvoorbeeld opdracht geven iemand in voorlopige hechtenis te nemen, als deze ervan wordt verdacht dat hij een ernstig misdrijf heeft gepleegd. We spreken dan ook wel van voorarrest.
Het Openbaar Ministerie zorgt dat de verdachte een dagvaarding krijgt: een brief waarin staat wanneer hij voor de rechter moet verschijnen en waarvan hij wordt verdacht. De opsomming van de feiten waarvoor een verdachte terecht moet staan, heet de tenlastelegging. De rechter kan een verdachte enkel veroordelen voor de feiten die in de tenlastelegging staan vermeld. Afhankelijk van de zwaarte van het strafbare feit wordt een zaak voorgelegd aan één of drie rechters.

## In de rechtszaal

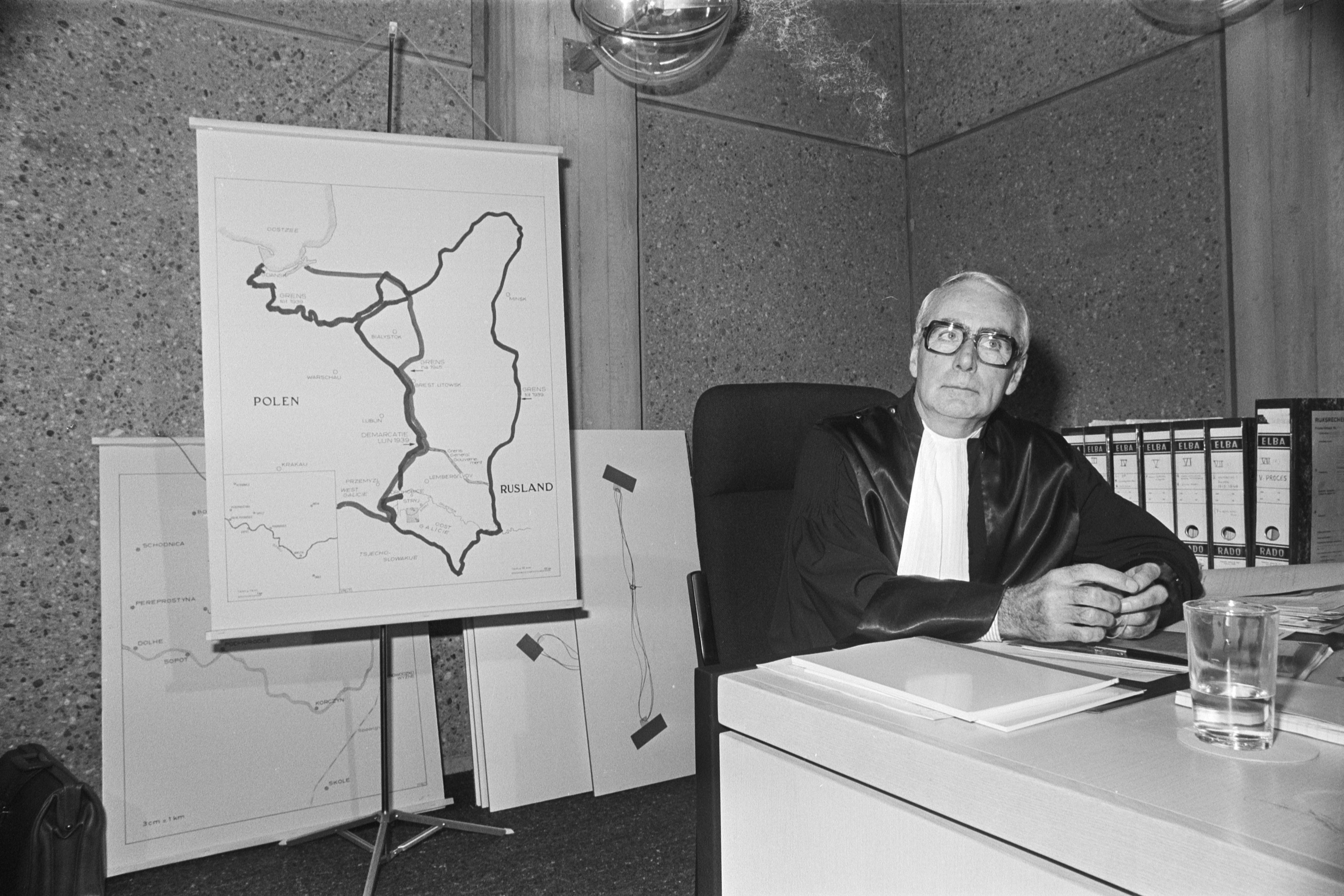
Een Officier van Justitie tijdens het proces van Pieter Menten

Komt het tot een rechtszaak, dan ziet de verdachte de officier van justitie voor zich in zijn rol van openbare aanklager. De officier van justitie vertelt tijdens de zitting waarvoor iemand terecht moet staan. Vervolgens neemt de rechter de tijd om de verdachte te ondervragen over de zaak. Ook de officier van justitie krijgt de gelegenheid om vragen te stellen. Daarna houdt de officier zijn requisitoir: een betoog waarin hij de rechter vertelt wat hij van de zaak vindt en een straf eist. Dat kan een geldstraf zijn, een taakstraf of een celstraf. Als de officier van justitie in de rechtszaal het woord voert, staat hij altijd. De rechter, die recht tegenover de verdachte zit, blijft altijd zitten. Om die reden worden leden van het Openbaar Ministerie ook wel de staande magistratuur genoemd. De rechters maken deel uit van de zittende magistratuur.

### Straffen
Het Nederlandse strafrecht kent drie hoofdstraffen. De eerste is de celstraf. De tweede categorie is de geldstraf. Als laatste zijn er de taakstraffen. Er zijn twee soorten taakstraffen: allereerst is er de werkstraf, waarbij iemand onbetaalde arbeid verricht voor instellingen als gemeenten, ziekenhuizen, Staatsbosbeheer of andere niet-commerciële instellingen. Daarnaast is er de zogenaamde leerstraf. Een voorbeeld is de cursus sociale vaardigheden, die de rechter nogal eens oplegt aan minderjarigen.

### Maatregelen
Naast deze hoofdstraffen kan een officier van justitie de rechter vragen een maatregel op te leggen. Een voorbeeld is de onttrekking aan het verkeer van bepaalde goederen, bijvoorbeeld verdovende middelen, wapens of illegale kopieën van cd's. Een tweede voorbeeld is de 'strafrechtelijke ontnemingsmaatregel' bekend als de wet "pluk ze", bedoeld om een verdachte de winst af te nemen die hij met zijn misdrijven heeft gemaakt, bijvoorbeeld in het geval van diefstal, oplichting of handel in verdovende middelen. Een derde belangrijke maatregel is de schadevergoedingsmaatregel, waarbij de veroordeelde een bedrag aan het slachtoffer moet betalen. Een bijzondere maatregel is de terbeschikkingstelling, afgekort TBS. Deze maatregel vraagt het Openbaar Ministerie bij verdachten met een psychische stoornis, voor wie dwangverpleging nodig wordt geacht. Verdachten aan wie de rechter deze maatregel oplegt, komen terecht in een speciaal forensisch psychiatrisch centrum. Als de rechter een straf of maatregel heeft opgelegd, is het Openbaar Ministerie ervoor verantwoordelijk dat deze worden uitgevoerd.

### Minderjarigen
Voor jongeren van 12 tot 18 jaar gelden andere regels. Minder ernstige vergrijpen – zoals een winkeldiefstal waar weinig is gestolen of een vernieling met weinig schade – handelt de politie meestal zelf af. Vaak gebeurt dat via een zogenaamd Halt-project. De dader moet dan een aantal uren werken, meestal maximaal 20 uur. Bovendien moet de minderjarige de schade vergoeden. Zwaardere zaken komen op het bureau van de officier van justitie terecht. Deze kan zelf de zaak afdoen met een boete of een korte taakstraf (werk- of leerstraf) opleggen (meestal maximaal 40 uur). Per 1 januari 2007 kan de officier van justitie de zogenaamde strafbeschikking opleggen. Dit betekent dat er tot 60 uur taakstraf kan worden opgelegd, maar ook een gedragsaanwijzing bijvoorbeeld dat de minderjarige na 20.00 uur niet meer op straat mag zijn.
Als hij de zaak ernstig vindt, kan de officier van justitie er ook voor kiezen de zaak voor de kinderrechter te brengen. De ouders, de advocaat van de minderjarige en iemand van de Raad voor de Kinderbescherming mogen daarbij zijn, verder eigenlijk niemand. In het ergste geval kan de rechter een minderjarige veroordelen tot een vrijheidsstraf of, als de minderjarige ernstige psychische problemen heeft, tot plaatsing in een jeugdinrichting. Voor minderjarigen zijn er speciale justitiële jeugdinrichtingen.

## Afleggen van verantwoording door het Openbaar Ministerie
Het Openbaar Ministerie moet dubbel verantwoording afleggen over wat het doet. In de rechtszaal is het de rechter die beoordeelt of het Openbaar Ministerie en de politie hun werk naar behoren hebben gedaan. De minister van Justitie en Veiligheid is politiek verantwoordelijk voor het handelen van het Openbaar Ministerie tegenover de Eerste en Tweede Kamer. Beslissingen over het algemene beleid komen daarom steeds aan de orde in de overlegvergadering: het geregelde overleg tussen Openbaar Ministerie en minister. Als regel houdt de minister zich bezig met het algemene opsporings- en vervolgingsbeleid van het Openbaar Ministerie.
Alleen in uitzonderingsgevallen bemoeit de minister zich ook met opzichzelfstaande strafzaken. De minister kan leden van het OM echter wel een aanwijzing geven: een opdracht hoe ze moeten handelen in strafzaken. De minister vraagt in zo'n geval eerst het college van procureurs-generaal om advies. Als de minister uiteindelijk besluit om het Openbaar Ministerie een aanwijzing te geven, krijgt de rechter daarover alle informatie. Per slot van rekening is het de rechter die uiteindelijk beslist wat er met een strafzaak gebeurt. Als de minister besluit om iemand niet strafrechtelijk te vervolgen, moet hij het parlement daarover informeren.

## Opbouw van het Openbaar Ministerie
Bij het Openbaar Ministerie werken in 2009 ongeveer 5200 mensen. Onder hen zijn ongeveer 800 officieren van justitie.

### Parket-generaal
Aan het hoofd van de organisatie staat het college van procureurs-generaal. De procureurs-generaal bepalen het landelijke opsporings- en vervolgingsbeleid van het Openbaar Ministerie. Samen met de staf vormt het college het Parket-generaal (Pag): het landelijke hoofdkantoor van het Openbaar Ministerie. Voorzitters (ook wel super-PG's) waren de afgelopen jaren achtereenvolgens Arthur Docters van Leeuwen (1995-1998), René Ficq (wnd. 1998-1999), Joan de Wijkerslooth (1999-2005), Harm Nanne Brouwer (2005-2011), Herman Bolhaar (2011-2017), Gerrit van der Burg (2017-2023) en Rinus Otte (2023- ).

### Arrondissementsparketten

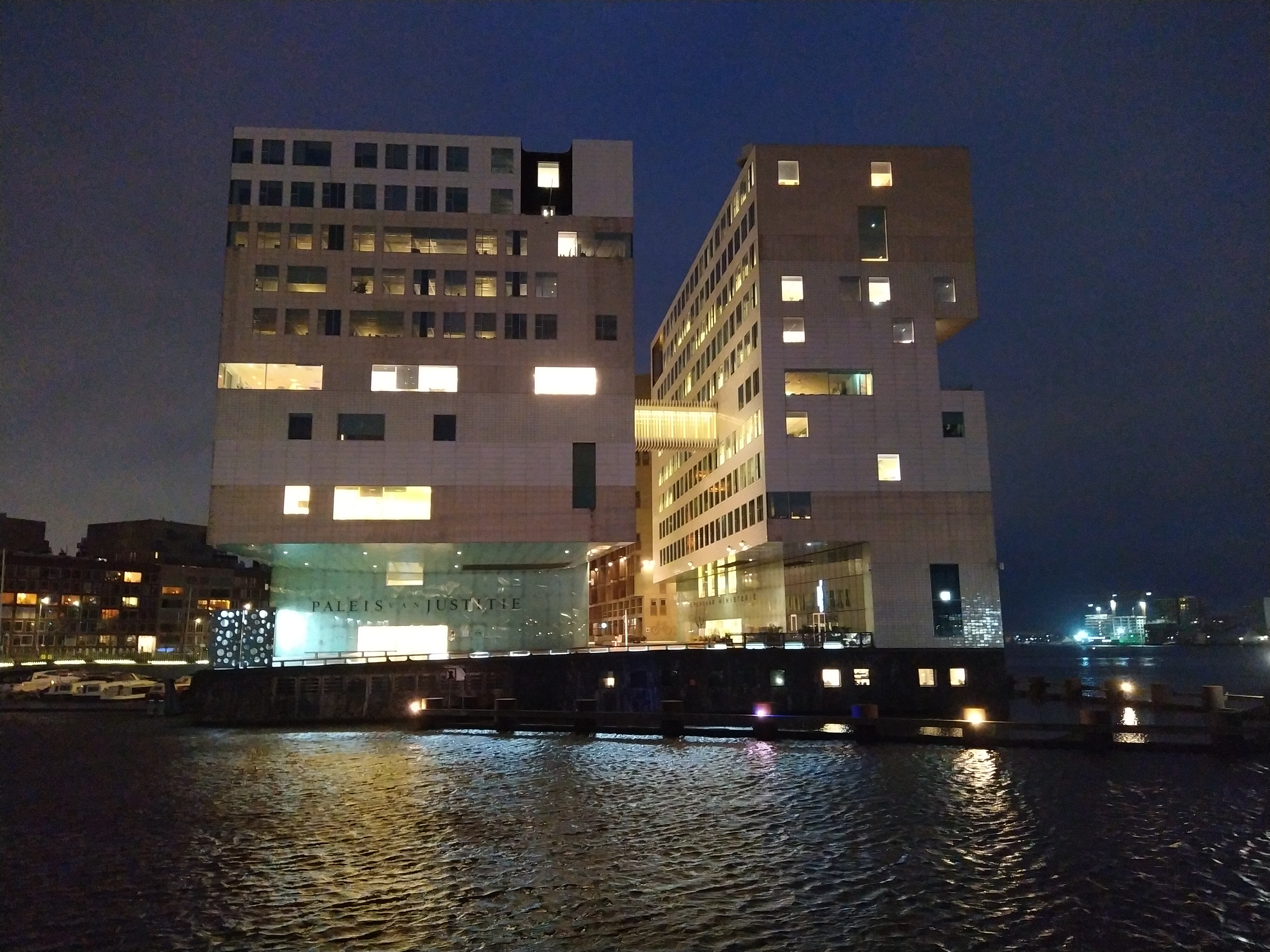
Het paleis van justitie. Het hoofdkantoor van het Arrondissementsparket Amsterdam

Nederland telt elf rechtbanken. Het werkgebied van een rechtbank noemen we een arrondissement. In ieder arrondissement heeft het Openbaar Ministerie zijn eigen kantoor: het arrondissementsparket. Een uitzondering hierop vormt het arrondissementsparket Oost-Nederland. Dit parket brengt sinds de zgn. Splitsingswet vanaf 1 april 2013 de zaken aan bij de twee rechtbanken Overijssel en Gelderland. Zie ook: Rechterlijke indeling van Nederland. Het Openbaar Ministerie telt daarmee tien arrondissementsparketten voor elf arrondissementen. Elk parket staat onder leiding van een hoofdofficier van justitie. Deze is er voor verantwoordelijk dat het beleid van het Openbaar Ministerie in het arrondissement goed wordt uitgevoerd. Op elk parket werkt een aantal officieren van justitie. Zij vertegenwoordigen het Openbaar Ministerie bij de kantongerechten en de arrondissementsrechtbank. De officieren van justitie weten zich gesteund door parketsecretarissen en administratief medewerkers. Sommige zaken, zoals verkeersovertredingen en lichte misdrijven, handelen zij zelf af. Daarnaast doen ze voorbereidend werk voor de officier in zwaardere zaken. De tien arrondissementsparketten zijn verschillend van grootte en hebben elk hun eigen karakter.

### Ressortsparket
Verschillende arrondissementen vormen samen een ressort. In elk ressort bevindt zich een gerechtshof. Nederland heeft vier gerechtshoven. Sinds de herziening van de gerechtelijke kaart per 1 januari 2013 kent het Openbaar Ministerie één landelijk ressortsparket met vestigingen bij ieder gerechtshof. (Zie Rechterlijke indeling van Nederland.) Hun belangrijkste taak is het behandelen van zaken in hoger beroep. Als een verdachte of een officier van justitie niet tevreden is met het vonnis van de rechtbank, kan hij in hoger beroep gaan: vragen om een nieuwe behandeling van de zaak door het gerechtshof. De officier van justitie draagt de strafzaak dan over aan het ressortsparket. Ook vertegenwoordigers van het ressortsparket treden namens het Openbaar Ministerie op in de rechtszaal. Echter, zo iemand heet geen officier van justitie, maar advocaat-generaal. Aan het hoofd van het ressortsparket staat de landelijk hoofdadvocaat-generaal.

### Landelijk Parket
Naast de arrondissements- en ressortsparketten is er nog een parket: het Landelijk Parket. Dit parket is, net als het Functioneel Parket, niet gekoppeld aan een rechtbank of gerechtshof. Het hoofdkantoor van het Landelijk Parket is gevestigd in Rotterdam. Er zijn vier nevenvestigingen: in Amsterdam, 's-Hertogenbosch, Zoetermeer en Zwolle.
Het Landelijk Parket houdt zich in het bijzonder bezig met de bestrijding van (internationaal) georganiseerde misdaad en terrorisme.
Bij het Landelijk Parket werken (medio 2005) ruim 145 officieren van justitie, parketsecretarissen, beleidsmedewerkers, administratief (juridisch) medewerkers en stafmedewerkers. De taken van het Landelijk Parket zijn te verdelen in:
- Operationele taken
- Landelijke taken
- Internationale taken.

Deze taken worden uitgevoerd in drie teams:
- het team Nationale recherche dat leiding geeft aan strafrechtelijke onderzoeken door de Dienst landelijke recherche van de Nationale Politie, die gericht is op de bestrijding van nationaal en internationaal georganiseerde misdaad.
- het team Informatie en Operationele Coördinatie die de verschillende portefeuilles beheert zoals van de Criminele Inlichtingen Eenheid, getuigenbescherming, telecommunicatie tot de inzet van de rijksrecherche.
- het team Internationaal en Expertise dat de justitiële samenwerking in internationaal verband bevordert en coördineert.

Ook heeft het Landelijk Parket een stafbureau Management Ondersteuning dat het parket op de terreinen van personeel, automatisering, organisatie, financiën, huisvesting, voorlichting en documentatie ondersteunt.

### Functioneel Parket
Het Functioneel Parket heeft tot doel om de criminaliteit te bestrijden op het gebied van milieu, economie en fraude. Omdat dit werkterrein breed is, is bepaald dat het Functioneel Parket verantwoordelijk is voor de opsporing en vervolging in die strafzaken, waarin een bijzondere opsporingsdienst (BOD) de trekkende rol vervult. Bijzondere opsporingsdiensten zijn de FIOD, Sociale Zaken en Werkgelegenheid [SZW-DO], Nederlandse Voedsel- en Warenautoriteit [NVWA-IOD] en Inspectie Leefomgeving en Transport ILT-IOD. Daarnaast houdt het Functioneel Parket zich bezig met alle milieuzaken van de regiopolitiekorpsen bijgekomen en met alle zaken van de regionale inspectiediensten van ILT en de NVWA. Ten slotte is het Functioneel Parket ook belast met de handhaving van de wetgeving voor de visserij en de veiligheid op de Noordzee.

### Parket bij de Hoge Raad
Ten slotte is er het hoogste rechtsprekende orgaan, de Hoge Raad der Nederlanden, doorgaans Hoge Raad genoemd. Ook aan dit rechtscollege is een parket verbonden, met aan het hoofd een procureur-generaal. Hoewel de naam een andere indruk zou kunnen wekken, is dit parket geen onderdeel van het openbaar ministerie.
Bij de Hoge Raad kunnen partijen beroep in cassatie instellen tegen (bepaalde) rechterlijke uitspraken in strafzaken, civiele zaken en belastingzaken. De Hoge Raad beoordeelt of de lagere rechter het recht juist heeft toegepast. Is dat het geval, dan laat de Hoge Raad de uitspraak in stand; in het andere geval kan de Hoge Raad besluiten een uitspraak van de rechter te vernietigen, zodat een lagere rechter de zaak opnieuw moet bekijken. De procureur-generaal, of namens hem een advocaat-generaal, eist geen straf, maar adviseert aan de Hoge Raad wat er met de zaak moet gebeuren.
Voor een beperkt aantal zaken is de Hoge Raad wel feitenrechter, bijvoorbeeld voor ambtsmisdrijven van ministers en Kamerleden. Mocht een dergelijke zaak aan de Hoge Raad voorgelegd worden dan zal de procureur-generaal in dat geval wel als gewone officier van justitie een straf kunnen eisen.